# Joshua Reed Giddings

Joshua Reed Giddings (6 de octubre de 1795 - 27 de mayo de 1864) fue un político estadounidense y un destacado opositor de la esclavitud.  Representó a Ohio en la Cámara de Representantes de los Estados Unidos durante 1838-59.  Primero fue miembro del Partido Whig y más tarde  del Partido Republicano.

## Vida
Nació en Tioga Point, ahora Athens, en el Condado de Bradford en Pensilvania, el 6 de octubre de 1795.  En 1806 sus padres, Joshua Giddings y Elizabeth Pease, se fueron a Condado de Ashtabula (Ohio), en aquella época poco poblado y casi desierto.  Se asentaron en la Reserva Occidental de Connecticut, donde Giddings vivió casi el resto de su vida.  Es quizás aquí donde Giddings tuvo sus primeros sentimientos de antiesclavitud, ya que la Reserva era famosa por su radicalismo.
Giddings trabajaba en la hacienda de su padre y aunque no recibió una educación sistemática, dedicaba mucho tiempo al estudio y la lectura.  Varios años más tarde fue maestro de escuela.  En febrero de 1821 fue admitido a la abogacía de Ohio donde consiguió gran experiencia, sobre todo en los casos criminales.  Desde 1831 a 1836 se asoció con Benjamin F. Wade,  futuro senador de los EE. UU.  El Pánico de 1837, en el cual Giddings perdió mucho dinero, hizo que dejara de ejercer la abogacía, pero indirectamente lo llevó a su decisión de presentarse como candidato a la oficina federal.  
Giddings trabajó en la Casa de los Representantes de Ohio desde 1826 a 1828.  Desde diciembre de 1838 hasta marzo de 1859 fue miembro de la Cámara de Representantes de los Estados Unidos, representando, primero el Distrito Decimosexto de Ohio hasta 1843 y del Vigésimo Distrito hasta 1859.  Primero se presentó como candidato por el Partido Whig y más tarde por el Partido del Suelo Libre, siguiendo como candidato al Partido de la Oposición, finalmente como candidato por el Partido Republicano.  
Enfatizando que la esclavitud era una institución estatal, con que el gobierno Federal no tenía ninguna autoridad para interferir, afirmaba que la esclavitud solo podría existir por una promulgación estatal específica.  Por eso, afirmaba que la esclavitud en el Distrito de Columbia y los Territorios era ilegal y debería ser abolida;  que la trata de esclavos de cabotaje en barcos que portaban el pabellón nacional, como la trata de esclavos internacional, debería ser duramente suprimida;  y que el Congreso  no tenía ningún poder para aprobar cualquier decreto de cualquier modo ya que podría ser interpretado como un reconocimiento de la esclavitud como una institución nacional.

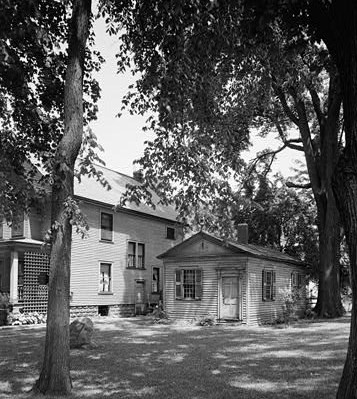
El estudio de abogado de Giddings en Ohio (1936, foto del Nat'l Park Service).

Su actitud en el Caso criollo  atrajo particularmente la atención, ya que fue estrechamente asociado a luchas de los Miembros del Congreso antiesclavistas para abrogar la notoria "regla de mordaza que excluye peticiones de antiesclavitud".  El anterior presidente John Quincy Adams lideró esta campaña en la Casa de los Representantes.  
En 1841 algunos esclavos se amotinaron contra quienes los estaban llevando en el bergantín Criollo desde Richmond, y Hampton Roads, a Nueva Orleáns.  Hirieron al Capitán y mataron a uno de los supervisores blancos, consiguieron el control del barco y llegaron al puerto británico de Nassau. Según la ley británica, los esclavos debían ser puestos en libertad.  Los británicos detuvieron a la minoría que había participado activamente en la rebelión bajo acusación de asesinato y liberó a los esclavos restantes.  El gobierno de los Estados Unidos intentó recuperar los esclavos; Daniel Webster, entonces Secretario de Estado, afirmaba que como estaban en un barco americano, estaban bajo la jurisdicción de los Estados Unidos, y según la ley estadounidense eran de su propiedad.
El 21 de marzo de 1842, antes de que el caso fuera resuelto, Giddings introdujo una serie de resoluciones en la Cámara de Representantes.  Afirmaba que al reasumir sus derechos naturales de libertad personal, los esclavos no violaban ninguna ley de los Estados Unidos.  Sostenía asimismo que los EE.UU no debería tratar de recuperarlos, ya que no debería estar de parte del Estado.  Por estas declaraciones Giddings fue atacado por numerosos críticas.  La Casa de los Representantes lo censuró formalmente.  Dimitió, apelando a sus componentes, que inmediatamente lo reeligieron por una grande mayoría.  La vuelta de Gidding al Congreso con el enorme apoyo de su distrito era un buen signo que las voces contra el antiesclavismo no debían ser sofocadas y las discusiones de grupo no se podían evitar.  Como prueba de que las voces de antiesclavismo estaban siendo oídas, la Casa de Representantes abrogó su " la regla de mordaza " tres años más tarde. 
Laura, la hija de Giddings, una activa “garrisonian”, convenció a su padre para que fuera a una de las reuniones de garrisonians, reforzando aún más sus nociones antiesclavistas.  Bajo la influencia de los garrisonians, en los años 1850 Giddings se identificaba mucho con el perfeccionismo, el espiritualismo y radicalismo religioso.  Reivindicaba que sus sentimientos antiesclavistas se basaban en una ley natural más elevada, y no simplemente sobre la Constitución.  Tomándose muy en serio esta nueva opinión, Giddings llamó el castigo del senador Sumner un crimen "contra los principios más vitales de la Constitución, contra el Gobiernoen sí mismo, contra la soberanía de Massachusetts, contra la gente de los Estados Unidos, contra el cristianismo y la civilización".  
Giddings a menudo usaba un lenguaje violento y no vacilaba en animar el derramamiento de sangre.  Hablaba de la justicia de una insurrección de los esclavos y el deber de los Norteños  apoyar incondicialmente tal insurrección.  Giddings adoptó una postura contraria a la Ley del Esclavo Fugitivo de 1850 y aconsejó a los  fugitivos dispararan a sus potenciales captores.  Giddings condujo la oposición del Congreso de los políticos libres estatales contra la extensión de la esclavitud, condenó la anexión de Texas (1846), la Guerra mexicana-americana  (1846-48), los Compromisos de 1850, y la Ley de Kansas-Nebraska de (1854).  Después de la guerra con México, Giddings emite la única votación contra una resolución de gracia al General estadounidense Zachary Taylor.
Su odio contra la esclavitud condujo Giddings a abandonar su lealtad inicial al partido para afiliarse al "partido de Suelo libre" (1848), y durante 1854-55, se convirtió en uno de los fundadores principales del Partido Republicano.  Giddings hizo una campaña a favor de John C. Frémont y Abraham Lincoln, aun cuando Giddings y Lincoln discreparan sobre el antiesclavismo extremo.  Durante toda su vida, Giddings fue un activo participante del Ferrocarril Subterráneo y extensamente conocido (y condenado por algunos) por sus creencia y acciones igualitarias raciales.
En 1859 no fue reelegido y se retiró del Congreso después de más de veinte años de servicio continuo. Desde 1861 hasta su muerte en Montreal el 27 de mayo de 1864, fue cónsul general de Estados Unidos en Canadá.
Giddings publicó una serie de ensayos políticos con el título de   Pacificus  a principios de 1843.  A estos les siguieron los "Discursos en el Congreso" (Speeches in Congress);  “Los exilios de Florida” (The Exiles of Florida) de 1858;  y “Una Historia de Rebelión: sus Autores y Causas " (History of the Rebellion: Its Authors and Causes) de 1864.